# Fud Livingston
Joseph Anthony „Fud“ Livingston (* 10. April 1906 in Charleston (South Carolina); † 25. März 1957 in New York City) war ein US-amerikanischer Jazzmusiker (Klarinette, Tenorsaxophon), Arrangeur und Komponist.

## Leben und Wirken
Livingston lernte Klavier, Klarinette und Saxophon. Als Musiker des Hot Jazz arrangierte er ab Mitte der 1920er Jahre für Bandleader wie Roger Wolfe Kahn und Jean Goldkette (1925) und spielte bei Husk O’Hares Wolverines. 1926 wurde er Mitglied von Ben Pollacks Californians, auf dessen Aufnahme von „Red Hot“ Livingstone als Solist auf der Klarinette zu hören ist, stark beeinflusst vom New Orleans Jazz eines Jimmie Noone oder Leon Rappolo. Für Pollack lieferte er die Arrangements von „He's the Last Word“ und „Dee I Do“ (Victor Records), für Bix Beiderbecke „Singin’ the Blues“ und „Clarinet Marmelade“. Nach dem Verlassen der Pollack-Band war er fortan als freischaffender Musiker aktiv; er arbeitete als Musiker oder Arrangeur u. a. bei Louis Armstrong, Jimmy McPartlands Wolverines, den Charleston Chasers, den California Ramblers, Nat Shilkret, Sam Lanin, Jan Garber, Boyd Senter und Joe Venuti. Er war mehrere Jahre Mitglied der Red Nichols/Miff-Mole-Band bzw. Nichols' Band Five Pennies, in der er seinen Stil auf der Klarinette ausformte. Zu seinen weiteren bekannten Kompositionen gehören „Feelin' No Pain“, „Humpty Dumpty“, „Imagination“, „Harlem Twist“ und „Sax Appeal“, das ein längeres Zitat aus Bix Beiderbeckes „In a Mist“ enthält.
Beiderbecke organisierte für Victor Records eine Session, bei der eine All-Star-Formation, zu der auch Glenn Miller, Tommy Dorsey und Benny Goodman Livingstons Arrangements spielten. 1929 spielte er in London bei Fred Elizalde. Anfang der 1930er arbeitete er mehrere Jahre bei Paul Whiteman, bis er von Arthur Rollini abgelöst wurde. Später arbeitete er in Hollywood für Bing Crosbys Radioshow, spielte bei Jimmy Dorsey und Ende der 1930er Jahre schrieb er noch Arrangements für Bob Zurke, betätigte sich dann kaum noch als Musiker. Seine weitere Karriere war stark durch Alkoholismus beeinträchtigt; er trat in den 1950er Jahren gelegentlich noch in New York in kleineren Ensembles auf und starb vergessen im März 1957.
Er bleibt vor allem als Komponist des Jazzstandards „I’m Thru with Love“ in Erinnerung, den er mit Gus Kahn und Matty Malneck schrieb.

## Diskographische Hinweise
- Louis Armstrong & his Orchestra 1936–37 (Classics)
- Benny Goodman: 1928-1931 (Classics)
- Miff Mole: Slippin’ Around (Frog, 1927–30)
- Red Nichols: 1927-1928, 1928-1929, 1929 (Classics)

## Lexikalische Einträge
- Carlo Bohländer, Karl Heinz Holler: Reclams Jazzführer (= Reclams Universalbibliothek. Nr. 10185/10196). Reclam, Stuttgart 1970, ISBN 3-15-010185-9.
- Leonard Feather, Ira Gitler: The Biographical Encyclopedia of Jazz. Oxford University Press, New York 1999, ISBN 0-19-532000-X.